# Kanton Peine
Der Kanton Peine bestand von 1807 bis 1813 im Distrikt Braunschweig im Departement der Oker im Königreich Westphalen und wurde durch das Königliche Decret vom 24. Dezember 1807 gebildet.

## Gemeinden
- Peine an der Fuhse, Schloss, Damm und Vorstadt
- Vöhrum
- Klein Ilsede
- Schmedenstedt
- Dungelbeck

Heute sind Dungelbeck, Schmedenstedt und Vöhrum Stadtteile von Peine; Klein Ilsede ist ein Ortsteil der Gemeinde Ilsede im Landkreis Peine.